# 豐田Dyna
豐田Dyna，是日本豐田汽車所生產的一款輕型貨車車型。
豐田Dyna是於1959年4月正式面世，車身重量為5.5噸以下。在日本此車型曾衍生另一款貨車車型Toyoace，於日本本土發售。不过在1980年代时候，Toyoace曾经小量出口到中国大陆，并且被贵州航天汽车厂引进技术生产。
此車型自1980年代起在亞洲多國廣為採用。其主要競爭對手為五十鈴ELF、三菱Canter、日野Dutro、日產Atlas。
自2002年起豐田Dyna把大部分生產交給豐田旗下的日野汽車負責，規格跟日野Dutro大同小異。

## 外部連結
- （日語）豐田Dyna官方網站（页面存档备份，存于）